# Donegal (Pensilvânia)
Donegal é um distrito localizado no estado norte-americano de Pensilvânia, no Condado de Westmoreland.

## Demografia
Segundo o censo norte-americano de 2000, a sua população era de 165 habitantes.
Em 2006, foi estimada uma população de 157, um decréscimo de 8 (-4.8%).

## Geografia
De acordo com o United States Census Bureau tem uma área de
0,8 km², dos quais 0,8 km² cobertos por terra e 0,0 km² cobertos por água. Donegal localiza-se a aproximadamente 552 m acima do nível do mar.

## Localidades na vizinhança
O diagrama seguinte representa as localidades num raio de 20 km ao redor de Donegal.